# Olympische Jugend-Sommerspiele 2018/Teilnehmer (Ungarn)
| Gelbes Symbol für Goldmedaillen mit stilisierten Olympischen Ringen | Graues Symbol für Silbermedaillen mit stilisierten Olympischen Ringen | Braundes Symbol für Bronzemedaillen mit stilisierten Olympischen Ringen |
| ------------------------------------------------------------------- | --------------------------------------------------------------------- | ----------------------------------------------------------------------- |
| 12                                                                  | 7                                                                     | 5                                                                       |

Die Jugend-Olympiamannschaft aus Ungarn für die III. Olympischen Jugend-Sommerspiele vom 6. bis 18. Oktober 2018 in Buenos Aires (Argentinien) bestand aus 79 Athleten.

## Athleten nach Sportarten

### Basketball
Mädchen
- Dorottya Eszter Budácsik
- Boróka Révész
- Orsolya Tóth
- Alíz Varga

### Beachvolleyball
Jungen
- Artúr Dániel Hajós
- Attila Bence Stréli

### Beachhandball
| Mädchen - Bronze - Rebeka Benzsay - Csenge Braun - Dorottya Gajdos - Gréta Hadfi - Réka Király - Gabriella Landi - Sára Léránt - Dalma Mátéfi - Klaudia Pintér | Jungen - Platz 5 - Balázs Matuszka - Bence Hornyák - Viktor Melnicsuk - Benedek Tóth - Kristóf Simon - Marcell Fenyvesi - Barnabás Marczika - Bence Seprős - Csaba Gubicza |

### Badminton
| Mädchen - Vivien Sándorházi | Jungen - Balázs Pápai |

### Boxen
Mädchen
- Luca Anna Hámori

### Breakdance
Mädchen
- Enikő Erzsébet Török „Csepke“

### Fechten
| Mädchen - Kinga Dékány - Liza Pusztai Gold Säbel Gold Mixed (im Team Europa 1) - Karolina Zsoldosi | Jungen - Krisztián Rabb Gold Säbel Gold Mixed (im Team Europa 1) |

### Gewichtheben
| Mädchen - Cintia Andrea Árva | Jungen - Richárd Orsós |

### Judo
| Mädchen - Szofi Özbas Gold Klasse bis 63 kg | Jungen - Zsombor Vég Gold Klasse bis 100 kg |

### Kanu
| Mädchen - Eszter Júlia Rendessy Gold Kajak-Einer Sprint - Laura Gönczöl Silber Canadier-Einer Sprint | Jungen - Ádám Kiss Gold Kajak-Einer Sprint - Balázs Pálla |

### Karate
Mädchen
- Zsófia Baranyi

### Leichtathletik
| Mädchen - Boglárka Takács - Janka Molnár - Fanni Bacsa - Zita Urbán - Maja Gebauer - Klaudia Endrész Silber Weitsprung - Viktória Melissza Áts - Bianka Rajczi | Jungen - Dominik Márk Illovszky - Bence Farkas - Bence Apáti - Dániel Huller Silber 400 m Hürden - Ádám Bence Mihály - István Fekete - Márk Péringer - Benedek Doma |

### Moderner Fünfkampf
| Mädchen - Michelle Gulyás Einzel: Bronze Mixed: 12. Platz (mit Gaga Chidschakadse Georgien) | Jungen - Csaba Bőhm |

### Radsport
| Mädchen - Bronze Kombination - Virág Buzsáki - Kata Blanka Vas | Jungen - Erik Fetter - Ádám István Fülöp |

### Reiten
- Vince Jármy
Silber  Springen Mannschaft (im Team Europa)

### Ringen
Mädchen
- Róza Szenttamási
- Anna Hella Szél
Silber  Freistil bis 57 kg

### Schießen
Jungen
- Zalán Tibor Pekler
Gold  Luftgewehr 10 m Mixed (mit Enkhmaa Erdenechuluun  Mongolei)

### Schwimmen
| Mädchen - Petra Barócsai - Blanka Berecz Gold 200 m Schmetterling - Laura Vanda Ilyés - Ajna Evelin Késely Gold 200 m Freistil Gold 400 m Freistil Gold 800 m Freistil | Jungen - Sebestyén Böhm - Ákos Kalmár - Kristóf Milák Gold 200 m Freistil Gold 400 m Freistil Silber 100 m Schmetterling Gold 200 m Schmetterling - Gábor Zombori |

### Triathlon
| Mädchen - Nikolett Ferenczi | Jungen - Gergely Kiss |

### Turnen
| Mädchen - Csenge Bácskay Silber Pferd | Jungen - Krisztián Balázs Gold Mixed (im Team Simone Biles) Silber Boden Bronze Barren |